# Allestimento architettonico

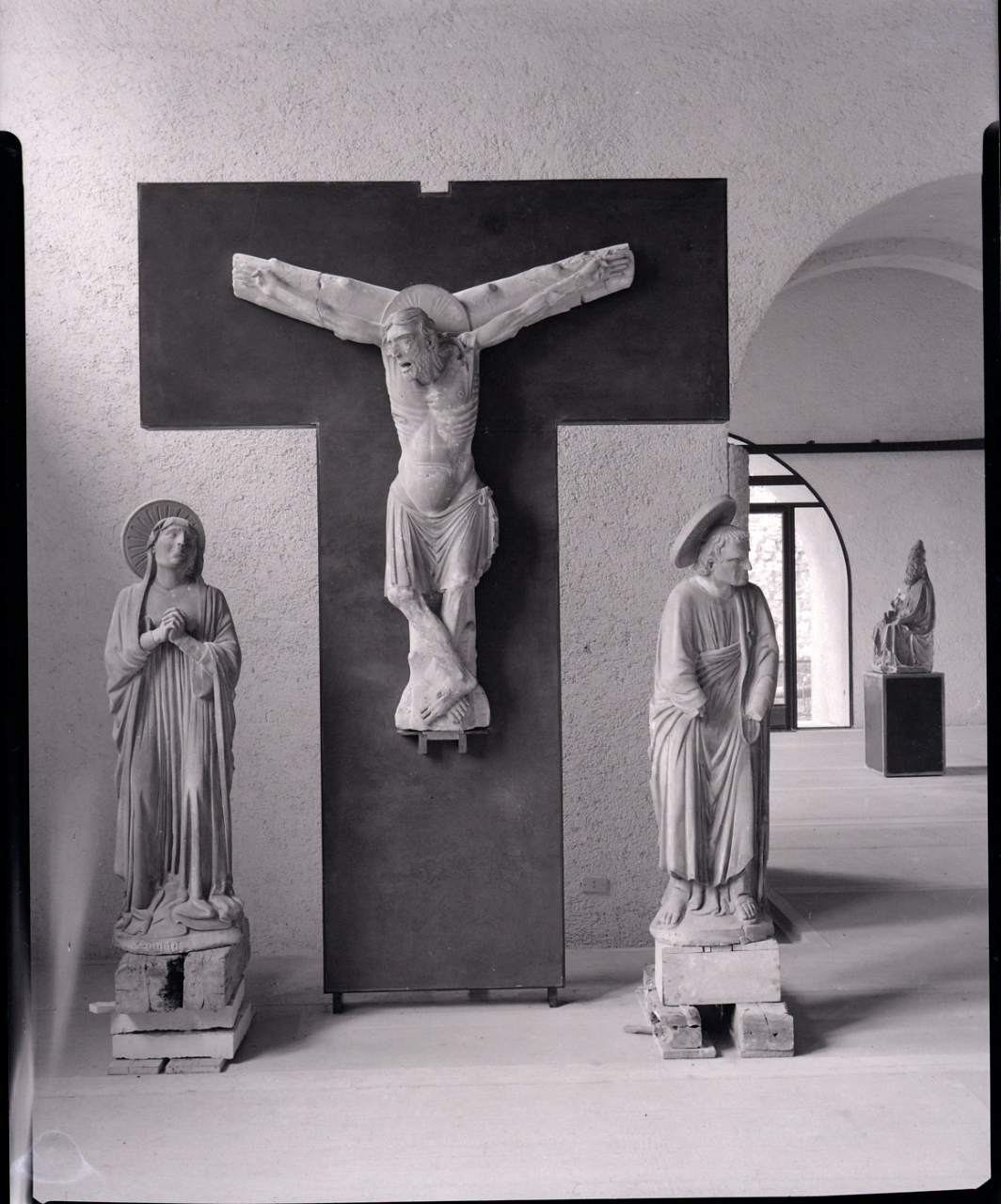
Carlo Scarpa, Allestimento del Museo di Castelvecchio a Verona: allestimento del Crocifisso e dolenti, noto anche come L'urlo di pietra. Foto di Paolo Monti, 1961

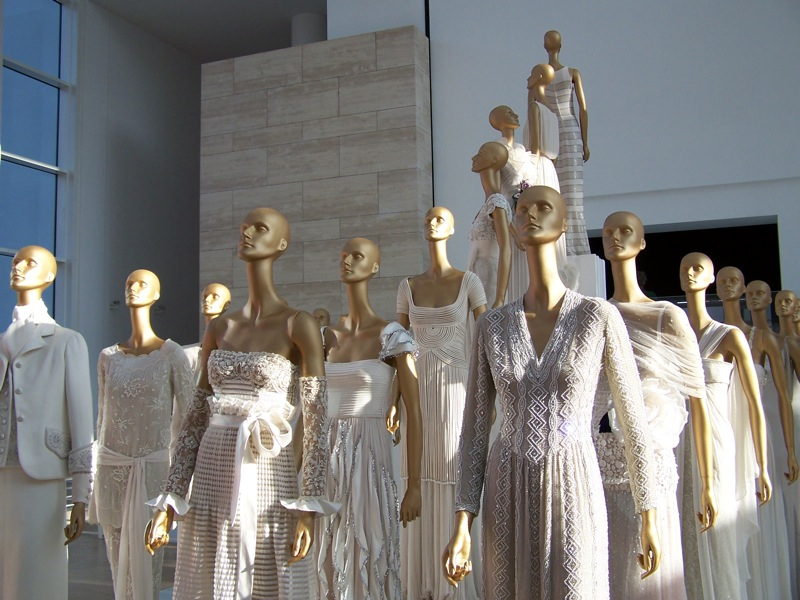
Antonio Monfreda e Patrick Kinmonth, allestimento della Mostra Valentino a Roma, 45 years of Style, Museo dell'Ara Pacis, Roma 2007

L'allestimento architettonico è la disciplina volta a gestire ed organizzare mostre ed eventi temporanei o esposizioni museali stabili (in questo caso si parla specificatamente di museografia) dal punto di vista dello spazio architettonico. Si differenzia dall'architettura degli interni perché legato alla gestione di opere d'arte, di cui definisce lo spazio di esposizione. Strettamente connesso all'allestimento architettonico è il light design.
È una disciplina sviluppatasi nella seconda metà del secolo scorso, con il mutare del concetto di museo e lo sviluppo della museologia oltre che con la nascita di nuove forme d'arte, come le installazioni temporanee.
La figura professionale preposta all'allestimento architettonico è l'architetto, chiamato a definire le modalità di esposizione delle opere d'arte (posizionamento, design degli espositori, illuminazione, materiali) e il percorso del pubblico all'interno dell'esposizione, che sia essa stabile o temporanea.

## Esempi di allestimento

### Musei
- Carlo Scarpa, Museo civico di Castelvecchio, Verona, 1956-1964
- Carlo Scarpa, Galleria degli Uffizi e Gabinetto dei disegni e delle stampe, Firenze, 1953-1960
- Gae Aulenti, Museo d'Orsay, Parigi 1980-1986
- Mario Bellini e Renaud Pierard, Dipartimento di Arti Islamiche al Museo del Louvre, Parigi, 2005 - 2012

### Eventi e mostre
- Cino Zucchi Architetti, The Boho light trap, Padiglione Next dell'8° Biennale di Venezia, Venezia, 2002
- Antonio Monfreda e Patrick Kinmonth, Mostra Valentino a Roma, 45 years of Style, Museo dell'Ara Pacis, Roma 2007
- Rem Koolhaas - OMA, Sfilata della collezione maschile primavera estate 2012 di Prada, Milano 2012